# Serie Mundial de 2004
La Serie Mundial de 2004 fue la centésima serie final disputada entre los campeones de las ligas Nacional y Americana de las Grandes Ligas de Béisbol. En la serie donde queda campeón el primero en ganar cuatro juegos se inició el 23 de octubre y culminó el 27 de octubre luego de cuatro victorias seguidas del equipo Boston Red Sox de la Liga Americana contra los St. Louis Cardinals de la Liga Nacional. Boston no había ganado una Serie Mundial desde la de 1918 cuando le ganó a los Chicago Cubs.
Jugador más valioso: Manny Ramírez and francona, Boston.

## Juego 1
| Equipo                                        | 1 | 2 | 3 | 4 | 5 | 6 | 7 | 8 | 9 | C  | H  | E |
| --------------------------------------------- | - | - | - | - | - | - | - | - | - | -- | -- | - |
| St. Louis                                     | 0 | 1 | 1 | 3 | 0 | 2 | 0 | 2 | 0 | 9  | 11 | 1 |
| Boston                                        | 4 | 0 | 3 | 0 | 0 | 0 | 2 | 2 | x | 11 | 13 | 4 |
| G: Keith Foulke (1-0) P: Julián Tavárez (0-1) |   |   |   |   |   |   |   |   |   |    |    |   |

## Juego 2
| Equipo                                       | 1 | 2 | 3 | 4 | 5 | 6 | 7 | 8 | 9 | C | H | E |
| -------------------------------------------- | - | - | - | - | - | - | - | - | - | - | - | - |
| St. Louis                                    | 0 | 0 | 0 | 1 | 0 | 0 | 0 | 1 | 0 | 2 | 5 | 0 |
| Boston                                       | 2 | 0 | 0 | 2 | 0 | 2 | 0 | 0 | x | 6 | 8 | 4 |
| G: Curt Schilling (1-0) P: Matt Morris (0-1) |   |   |   |   |   |   |   |   |   |   |   |   |

## Juego 3
| Equipo                                       | 1 | 2 | 3 | 4 | 5 | 6 | 7 | 8 | 9 | C | H | E |
| -------------------------------------------- | - | - | - | - | - | - | - | - | - | - | - | - |
| Boston                                       | 1 | 0 | 0 | 1 | 2 | 0 | 0 | 0 | 0 | 4 | 9 | 0 |
| St. Louis                                    | 0 | 0 | 0 | 0 | 0 | 0 | 0 | 0 | 1 | 1 | 4 | 0 |
| G: Pedro Martínez (1-0) P: Jeff Suppan (0-1) |   |   |   |   |   |   |   |   |   |   |   |   |

## Juego 4
| Equipo                                                         | 1 | 2 | 3 | 4 | 5 | 6 | 7 | 8 | 0 | C | H | E |
| -------------------------------------------------------------- | - | - | - | - | - | - | - | - | - | - | - | - |
| Boston                                                         | 1 | 0 | 2 | 0 | 0 | 0 | 0 | 0 | 0 | 3 | 9 | 0 |
| St. Louis                                                      | 0 | 0 | 0 | 0 | 0 | 0 | 0 | 0 | 0 | 0 | 4 | 0 |
| G: Derek Lowe (1-0) P: Jason Marquis (0-1) S: Keith Foulke (1) |   |   |   |   |   |   |   |   |   |   |   |   |

|                                                        |
| Campeón de las Grandes Ligas Boston Red Sox 6.º título |